# 양구군수
양구군수는 강원특별자치도 양구군의 군수이다.

## 역대 양구군수
- 임정관 염현택(1954년 2월 26일 ~ 1954년 11월 10일)
- 1대 박하영(1954년 11월 11일 ~ 1955년 9월 17일)
- 2대 지춘식(1955년 9월 18일 ~ 1956년 3월 15일)
- 3대 방희석(1956년 3월 13일 ~ 1957년 1월 13일)
- 4대 전인걸(1957년 1월 14일 ~ 1959년 8월 25일)
- 5대 최병수(1959년 8월 26일 ~ 1960년 5월 23일)
- 6대 이준직(1960년 5월 24일 ~ 1961년 7월 20일)
- 7대 박상수(1961년 7월 21일 ~ 1962년 5월 10일)
- 8대 김광순(1962년 5월 11일 ~ 1963년 7월 16일)
- 9대 김용운(1963년 7월 17일 ~ 1964년 9월 9일)
- 10대 최종민(1964년 9월 10일 ~ 1967년 12월 1일)
- 11대 이백순(1967년 12월 2일 ~ 1970년 8월 18일)
- 12대 박수균(1970년 8월 19일 ~ 1971년 8월 20일)
- 13대 정영철(1971년 8월 21일 ~ 1973년 8월 3일)
- 14대 심영목(1973년 8월 4일 ~ 1974년 8월 9일)
- 15대 임동섭(1974년 8월 10일 ~ 1974년 12월 9일)
- 16대 김정명(1974년 12월 10일 ~ 1977년 2월 15일)
- 17대 고 황(1977년 2월 16일 ~ 1979년 4월 5일)
- 18대 김광용(1979년 4월 6일 ~ 1980년 8월 2일)
- 19대 사교진(1980년 8월 3일 ~ 1981년 11월 6일)
- 20대 이길원(1981년 11월 7일 ~ 1983년 4월 15일)
- 21대 유영천(1983년 4월 16일 ~ 1985년 3월 10일)
- 22대 김기섭(1985년 3월 11일 ~ 1986년 12월 23일)
- 23대 이대근(1986년 12월 24일 ~ 1988년 6월 10일)
- 24대 김창수(1988년 6월 11일 ~ 1989년 12월 26일)
- 25대 공명택(1989년 12월 27일 ~ 1991년 1월 13일)
- 26대 임경순(1991년 1월 14일 ~ 1993년 3월 28일)
- 27대 이명기(1993년 3월 29일 ~ 1994년 1월 2일)
- 28대 유재덕(1994년 1월 3일 ~ 1994년 7월 5일)
- 29대 최명희(1994년 7월 6일 ~ 1995년 6월 30일)
- 30대 임경순(1995년 7월 1일 ~ 1998년 6월 30일) - 민선1기
- 31대 임경순(1998년 7월 1일 ~ 2002년 6월 30일) - 민선2기
- 32대 임경순(2002년 7월 1일 ~ 2006년 6월 30일) - 민선3기
- 33대 전창범(2006년 7월 1일 ~ 2010년 6월 30일) - 민선4기
- 34대 전창범(2010년 7월 1일 ~ 2014년 6월 30일) - 민선5기
- 35대 전창범(2014년 7월 1일 ~ 2018년 6월 30일) - 민선6기
- 36대 조인묵(2018년 7월 1일 ~ 2022년 6월 30일) - 민선7기
- 37대 서흥원(2022년 7월 1일 ~ 현재) - 민선8기

## 같이 보기
- 양구군수 선거